# Кіноконцертна зала «Україна» (Харків)
Кіно-концертна зала «Україна» (скорочено ККЗ Україна) — кіно-концертна зала, що розташована в центрі Харкова у саду імені Шевченка. Одна із найбільших зал Харкова.

## Історія

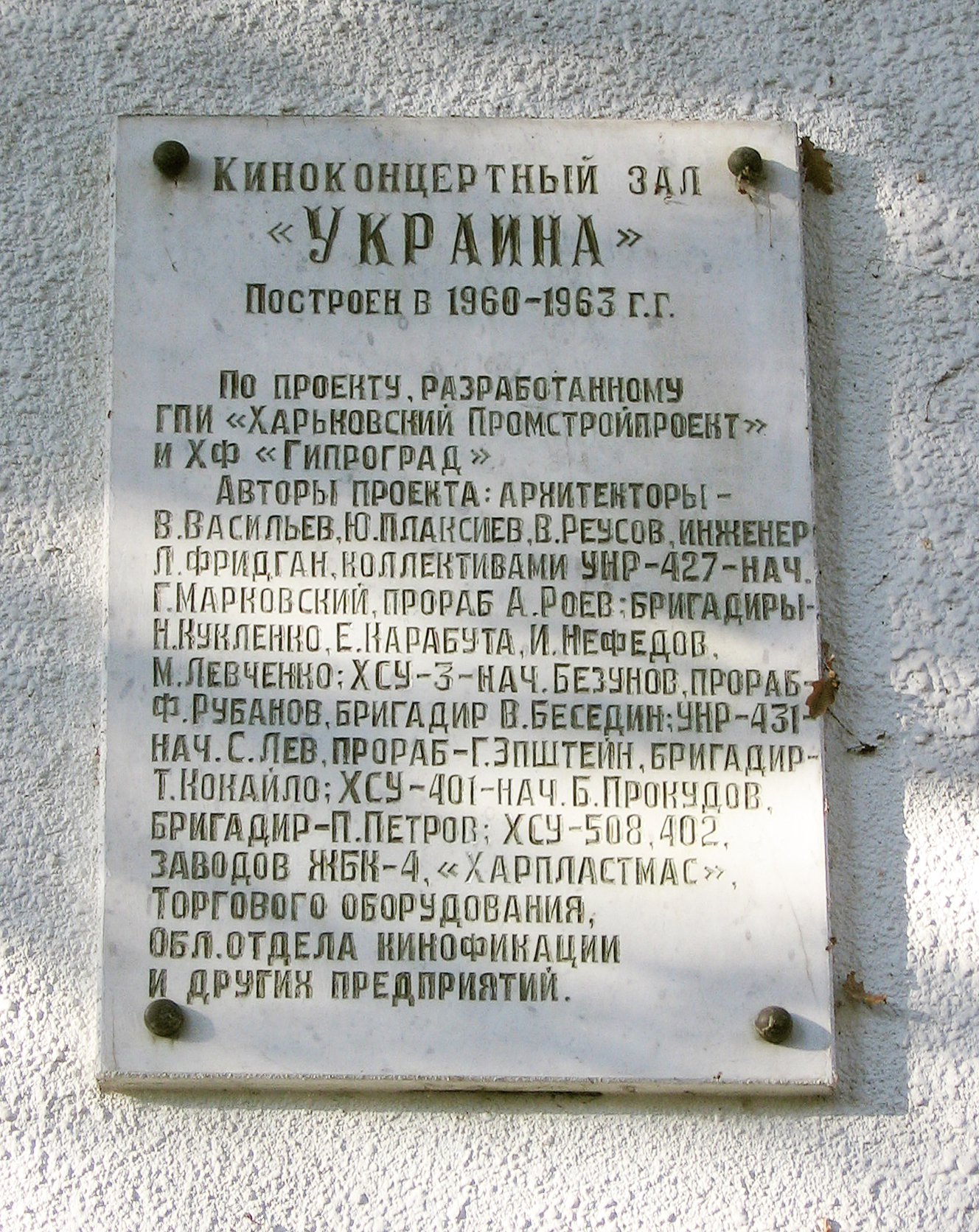
Анотаційна дошка

Літній музичний театр на 1800 місць у саду Шевченка був побудований у 1946—1947 рр., за проєктом архітекторів М. Ареф'єва, Є. Любомилової та Г. Маяк. Акустичне обґрунтування виконав О. Гінзбург. У 1958 р. було вирішено накрити театр дахом у формі седла за проєктом архітекторів В. С. Васильєва, Ю. О. Плаксієва, В. О. Рєусова та інженера Л. Б. Фрідгана. Складний та незвичний на той час для СРСР проєкт допоміг зберегти значний обсяг ресурсів та будівельних матеріалів.
Будівля була здана в експлуатацію 8 серпня 1963 року, перший концерт відбувся 12 серпня.
У 1970 році проєкт був повторно застосований з певними корегуваннями для будівництва Кіноконцертного залу «Ювілейний» у Херсоні.
В 1980 році споруду було взято під охорону держави як пам'ятку архітектури та містобудування місцевого значення.
У 2019—2021 рр. була проведена реконструкція, в ході якої була покращена акустика зали та проведений капітальний ремонт даху. Також в будівлі були встановлені вбиральні, гардероб, місця для людей з інвалідністю, відновлена вивіска з оригінальними шрифтами, встановлена підсвітка та відреставрована мозаїка.

## Загальна інформація

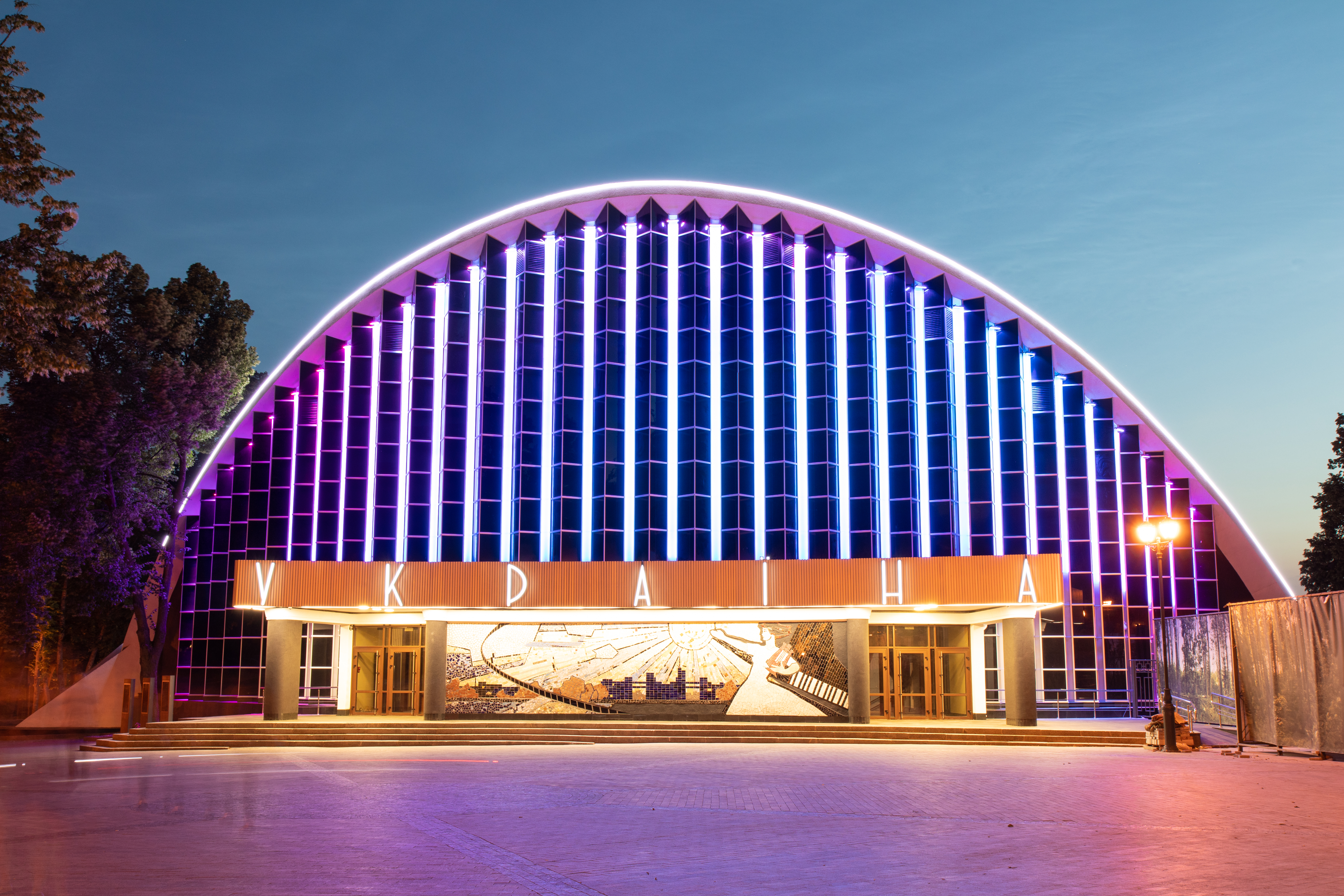
ККЗ після реконструкції 2021 р.

Загальна площа трьох окремих приміщень (зала, котельна, вбиральні для глядачів) — 2200 кв.м.
Кількість посадкових місць — 1780.
Побудована автономна котельна, бо з самого початку проєкт будівлі ККЗ «Україна» передбачав роботу зали як суто літньої споруди. Котельна ж дозволяє підтримувати необхідний тепловий режим в опалювальний період.
За перші 50 років роботи залу відвідало 10 млн глядачів.